# الثورة اليهودية الكبرى

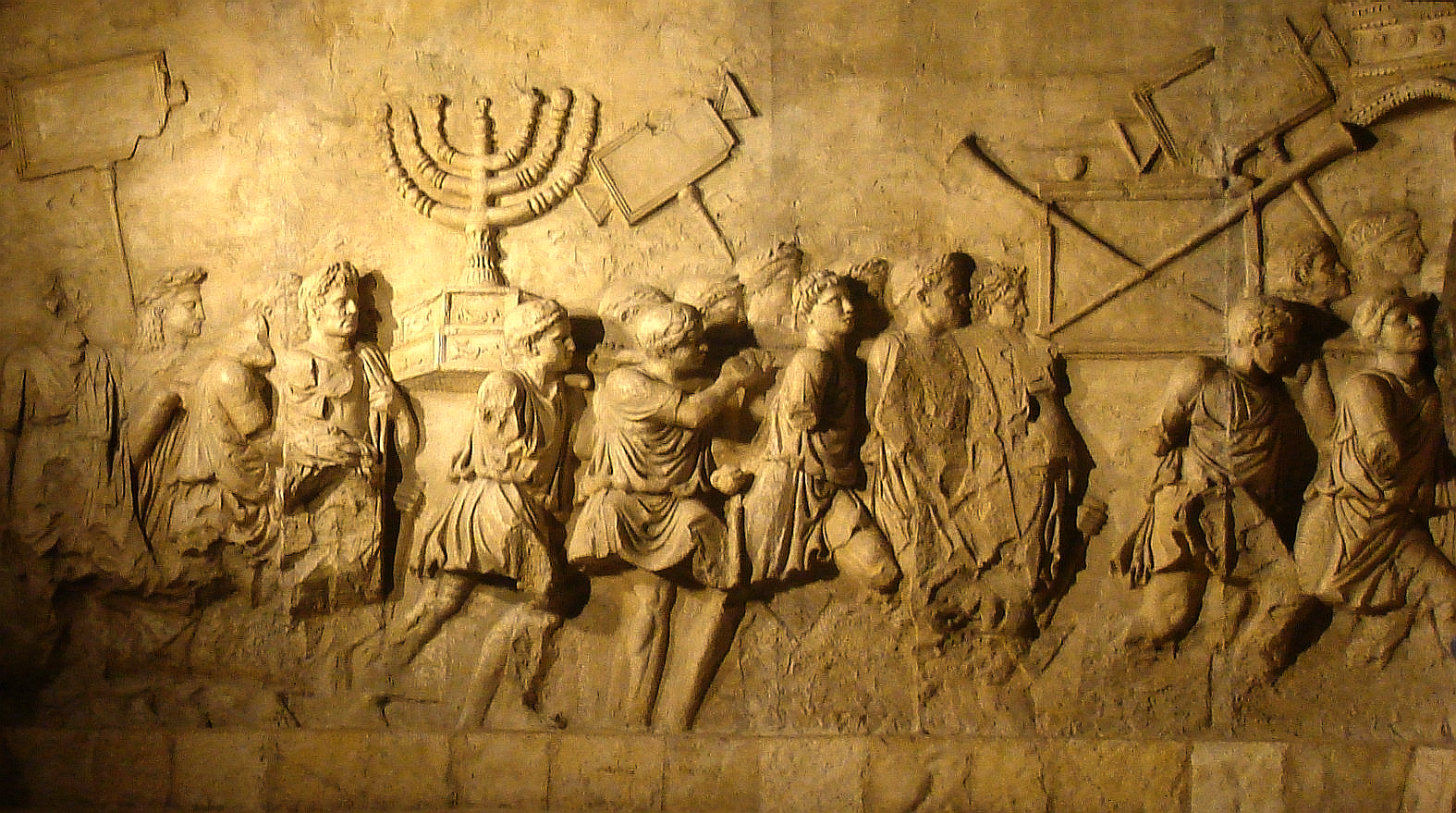
الرومان ينهبون كنوز الهيكل اليهودي

الثورة اليهودية الكبرى أو الثورة اليهودية الأولى (66 - 73 م) هي الثورة الأولى من بين الثورات اليهودية الثلاث في إقليم يهودا الروماني. ونظرا للطبيعة الحساسة للديانة اليهودية فإن اليهود لطالما عانوا من المشاكل مع الحكام الأجانب الذين يحكمونهم بصورة مباشرة، وهكذا كان الحال مع الرومان الذين كانوا يديرون الإقليم اليهودي بشكل مباشر وبتدخل كبير في تعيينات الملوك والكهنة، وهذا ما أدى إلى تصاعد التوتر تدريجيا مع الرومان، بالإضافة إلى أن العقل الروماني كان يهتم بالسياسة فقط ولكنه لم يكن يهتم بالدين، وبذلك فإن الرومان كانوا بفطرتهم متسامحين دينيا ويقبلون جميع الأديان، وهذا ما لم يرق لليهود الذين كانوا يمتعضون من رؤية الأديان الوثنية تمارس في مناطقهم.
بدأت الثورة الكبرى في العام 66 م، خلال العام الثاني عشر من حكم نيرون، إذ قامت وسط التوترات الدينية الرومانية واليهودية. تصاعدت الأزمة بسبب الاحتجاجات المناهضة للضرائب والاعتداءات على المواطنين الرومان من قبل اليهود. جاء رد الحاكم الروماني، جيسيوس فلوروس، بنهب الهيكل الثاني، مدعيًا أن الأموال كانت تخص الإمبراطور، وشن غارة في اليوم التالي على المدينة، واعتقل العديد من الشخصيات اليهودية البارزة. أدى ذلك إلى تمرد واسع النطاق، وسرعان ما اجتاح المتمردون الحامية العسكرية الرومانية في يهودا، بينما فر الملك الموالي للرومان، هيرود أغريباس الثاني، مع المسؤولين الرومان من القدس. عندما بات جليًا أن التمرد كان يخرج عن السيطرة، جلب سيستيوس غالوس، ليغاتيوس سوريا، الجيش السوري مرتكزًا على الفيلق الثاني عشر فولميناتا معززًا بالقوات المساعدة لاستعادة النظام وقمع الثورة. على الرغم من التقدم الأولي وغزو يافا، تعرض الفيلق السوري لكمين وهُزم من قبل المتمردين اليهود في معركة بيت حورون حيث ذُبح 6000 روماني وانهزم فيلق أكويلا حامل الراية. خلال العام 66 م، شُكلت حكومة يهودا المؤقتة في القدس متضمنةً الكاهن الأعظم السابق أنانوس بن أنانوس، وانتخب يوسف بن غوريون ويهودا بن غملا قائدين. عُين يوسف بن ماتيتياهو (يوسيفوس) قائدا للمتمردين في الجليل، والعازار بن حنانيا قائدًا في إدوم. في وقت لاحق في القدس، فشلت محاولة مناحيم بن يهودا زعيم جماعة السيكاري في السيطرة على المدينة. أُعدم وطرد ما تبقى من السيكاري خارج المدينة. طُرد سيمون بار جيورا، وهو زعيم فلاحين، من قبل الحكومة الجديدة.
كلف نيرون الجنرال المتمرس المتواضع فسبازيان بسحق التمرد في مقاطعة يهودا. بعد منحه أربعة فيالق بمساعدة قوات الملك أغريباس الثاني، غزا فسبازيان الجليل في العام 67. شن الرومان حملة متواصلة للقضاء على معاقل المتمردين ومعاقبة السكان متجنبين هجومًا مباشرًا على مدينة القدس المعززة التي دافعت عنها قوة المتمردين الرئيسية. في غضون عدة أشهر، تولى فسبازيان وابنه تيتوس السيطرة على المعاقل اليهودية الرئيسية في الجليل واجتاح يوداباتا أخيرًا التي كانت تحت قيادة يوسيفوس فضلًا عن إخضاع تاريشيا، ما أدى إلى إنهاء الحرب في الجليل. بعد طردهم من الجليل، وصل المتمردون المتشددون وآلاف اللاجئين إلى القدس، ما سبب  قلاقل سياسية. اندلعت المواجهة بين المقدسيين الصدوقيين بشكل أساسي وفصائل الزيلوت في الثورة الشمالية تحت قيادة يوحنا من جسكالا والعازار بن سيمون، وتحولت إلى حمام من الدماء. مع دخول الإدوميين إلى المدينة والمحاربة إلى جانب المتطرفين، قُتل الكاهن الأعظم السابق، أنانوس بن أنانوس، وتكبد فصيله خسائر فادحة. دُعي بعد ذلك سيمون بار جيورا، قائد 15000 من رجال المرتزقة، إلى القدس من قبل قادة الصدوقيين للوقوف ضد المتطرفين، وسرعان ما سيطروا على جزء كبير من المدينة. تبع ذلك اقتتال داخلي مرير بين فصائل سيمون وجون والعازار خلال العام 69.
بعد فترة هدوء مؤقتة سادت العمليات العسكرية نتيجةً للحرب الأهلية والاضطرابات السياسية في روما، استُدعي فسبازيان إلى روما وعُين إمبراطورًا في العام 69. مع رحيل فسبازيان، تحرك تيتوس لمحاصرة مركز المقاومة المتمردة في القدس في أوائل العام 70. اختُرق أول جدارين للقدس في غضون ثلاثة أسابيع، لكن المواجهة العنيفة بين المتمردين منعت الجيش الروماني من اختراق الجدار الثالث والأكثرها سماكةً. بعد حصار وحشي استمر سبعة أشهر، أدى خلاله الاقتتال الداخلي ضمن صفوف الزيلوت إلى حرق كل الإمدادات الغذائية للمدينة، نجح الرومان أخيرًا في اختراق دفاعات القوات اليهودية الضعيفة في صيف عام 70. بعد سقوط القدس في العام 71، ذهب تيتوس إلى روما. غادر الفيلق العاشر فريتينسيس  لهزيمة المعاقل اليهودية المتبقية، بما في ذلك جبل الفريديس وقلعة مكاور. انتهت الحملة الرومانية بنجاح الرومان مع حصار مسعدة في 73-74.
مع تدمير الهيكل الثاني في القدس (أحد الأحداث التي تُحيا ذكراها في شعائر ذكرى خراب الهيكل) سقطت اليهودية في أزمة مع تراجع أهمية حركة الصدوقيين. ومع ذلك، تم تهريب أحد الحكماء الفريسيين الحاخام يوحنان بن زكاي بعيدًا عن القدس في نعش من قبل طلابه أثناء حصار تيتوس. حصل الحاخام على إذن لإنشاء مدرسة يهودية في يفنه، والتي أصبحت بدورها مركزًا رئيسيًا للدراسة التلمودية. أصبحت هذه العلامة الحاسمة في تطور اليهودية الحاخامية، والتي من شأنها أن تسمح لليهود بمواصلة ثقافتهم ودينهم بدون الهيكل، وحتى في الشتات بنهاية المطاف. رغم الاضطرابات التي سببتها الثورة وتدمير الهيكل، استمرت الحياة اليهودية في الازدهار في يهودا، بيد أن الاستياء من الحكم الروماني أدى في النهاية إلى ثورة بار كوخبا في 132-136 م.

## الخلفية التاريخية
كان المجتمع اليهودى في نهايه فترة الهيكل الثاني، يعد مجتمعا مليئا بالصراعات سواء على الصعيدين الداخلي أوالخارجي. مجتمع فقد استقلاليته وعانى من استقطاب اجتماعي واقتصادي شديدين.
وطبقا لما جاء في التلمود الأورشليمي فقد كان المجتمع اليهودى منقسما إلى 24 طائفة، كانت من بينهم ثلاث طوائف رئيسية:
1-الفريسيين: وهي الطائفة الأكثر شعبية والتي تقيم شعائرها طبقا لتفاسير التوراة الشفيهة التي تناقلت عبر الأجيال.
2-الصدوقيين: أبناء المراكز العليا وأصحاب السمو من رجال الدين والمال والتي تقيم شعائرها طبقا لما جاء في النصوص المقدسة المكتوبة حرفيا ودون اجتهاد تفسيري.
1. الأسيين: وهي الطائفة التي آمنت بحياة التطهر والزهد.

هذا بالإضافة إلى طائفة (السيكريين المتطرفين) والذين آمنوا بإنه لا سلطان إلا سلطان الله ورفض الخضوع لسلطة الدولة. وكان نهجهم الديني مشابها لنهج الفريسيين، أضف إلى هذا تطلعهم الشديد ونشاطهم تجاه الحرية وعدم الانصياع للقيود.
طائفة أخرى كانت تشبه الفريسيين بطريقة ما أو بأخرى وعلى مايبدو فقد نهجت أيضا الفكر الأساسى للسيكريين، وكانت تلقب بطائفة (الفلسفة الرابعة) وسميت بالرابعة لوجود ثلالث طوائف أخرى والذي تم ذكرهم سلفا (الفريسيين والصدوقيين والأسيين). في حين سميت ب (الفلسفة) بسبب طريقة تفكيرهم المتفردة عن الأخرين وذلك من خلال مواقفهم المتشددة لصالح تعزيز مفهوم سلطة الإله، واستعدادهم للتضحية بأنفسهم لاجل تحقيق أفكارهم.
ولقد صاحب هذا التصدع الدينى، تصدعا عميقا في المراكز الاجتماعية. حيث بدأ أبناء الطبقات النبيلة والسمو الملكى – وذلك تأثرا بالرومان- في انتهاج حياة مليئة بالمفاسد واللهو، قد تصل في بعض الأحيان إلى العنف والقتل، وذلك على حساب البسطاء الذين استمروا في دفع النذور للمعابد الدينية. وبدأ الأغنياء في تكوين قوات عسكرية خاصة تعمل لحسابهم. في حين تحولت وظيفة الكاهن الأكبر إلى أداة تلاعب سياسى بين الأسر التي تناصب العداء بعضها بعضا، كما تحولت أيضا إلى وظيفة لا ينالها إلا كل من يستطيع ان يزيد في الثمن.

## سبب
حدث الصدام الكبير لأول مرة في عام 66 ميلادية فيما يعرف بالثورة اليهودية الكبرى أو الثورة اليهودية الأولى، وكان سبب اندلاع التمرد هو قيام بعض اليونانيين بتقديم أضاحي من الطيور أمام كنيس (معبد) يهودي ورفض الدورية الرومانية لأن تفعل شيئا، مما أدى إلى سلسلة من الأحداث وردود الفعل قادت في النهاية إلى أعمال عنف ضد المواطنين الرومان في القدس وممتلكاتهم وضد المتعاونين معهم من اليهود مما اضطر الملك اليهودي الموالي للرومان إلى الخروج من القدس إلى الجليل.
قاد حاكم سورية كيستوس غالوس Cestius Gallus جيشا يضم الفيلق الثاني عشر الصاعقة Legio XII Fulminata لقمع التمرد، ولكن الجيش عجز عن اقتحام ما يسميه اليهود جبل الهيكل وأثناء انسحابه تعرض للهجمات واضطر لخوض معركة في بيت هورون انهزم فيها وفر على إثرها غالوس إلى أنطاكية.
بعد هذه الهزيمة المفاجئة استبدل الإمبراطور نيرون حاكم سورية بحاكم جديد هو ليكينيوس موكيانوس Licinius Mucianus وأرسل إلى فلسطين الجنرال المحنك فلاويوس وسبسيانوس Flavius Vespasianus (فيسباسيان Vespasian) الذي رسا في عكا مصحوبا بفيليقين هما الفيلق الخامس المقدوني Legio V Macedonica والفيلق العاشر المضيقي Legio X Fretensis بالإضافة إلى فرقة من ألف مقاتل من الفيلق الثاني والعشرين الديوتاري Legio XXII Deiotariana، كما أن ابنه تيتوس Titus وصل أيضا من الإسكندرية مع الفيلق الخامس عشر الأبولي Legio XV Apollinaris. استطاعت هذه القوات أن تسيطر على الجليل وحاصرت بيت المقدس حيث تحصن الثوار اليهود.

## حصار القدس
خلال حصار وسبيانوس لبيت المقدس حدثت تطورات مهمة في روما، حيث خلع مجلس الشيوخ الإمبراطور نيرون واندلعت بعد ذاك حرب أهلية تنازع فيها وسبيانوس وثلاثة أشخاص آخرون على الحكم في سنة 69 ميلادية المعروفة بسنة الأباطرة الأربعة. تحالف وسبيانوس مع حاكم سورية موكيانوس في الحرب الأهلية وترك إكمال حصار بيت المقدس لابنه تيتوس الذي اقتحمها سنة 70، ودمرت المدينة أثناء اقتحامها واضطر تيتوس إلى تدمير الهيكل اليهودي أيضا بسبب تحصن الثوار اليهود فيه، رغم عدم رغبته في ذلك. قال المؤرخ اليهودي يوسيفوس الذي عاش في تلك الفترة أن المدينة سويت بالأرض وأن الزائر لها لا يصدق أنها كانت مدينة مأهولة.

## التبعات

### نتيجة الثورة الكبرى
رغم الاضطرابات الناجمة عن الثورة وتدمير الهيكل، استمرت الحياة اليهودية في الازدهار في يهودا. بيد أن الاستياء من الحكم الروماني أدى في النهاية إلى ثورة بار كوخبا في العام 132-136 م. اتضح رد الفعل الديني على التدمير من خلال التغييرات في الهلاخاه (القانون اليهودي) والمدراش وسفر باروخ 2، وجميعها ذكرت محنة تدمير الهيكل. شُتت العديد من المتمردين اليهود أو بيعوا عبيدًا. زعم يوسيفوس أن 1,100,000 شخصًا قتلوا خلال الحصار، وقُبض على 97000 واستُعبدوا وفر الكثيرون إلى مناطق حول البحر الأبيض المتوسط. جزء كبير من الوفيات كان نتيجة الأمراض والمجاعة التي سببها الرومان.
تنص مقالة الموسوعة اليهودية عن الأبجدية العبرية على ما يلي: «لم يُعِد اليهود استخدام الأبجدية العبرية القديمة على عملاتهم المعدنية حتى قيام الثورات ضد نيرون وهادريان، وكانت دوافعهم مماثلة لما كانت عليه قبل قرنين أو ثلاثة قرون». وفقًا لنص فيلوستراتوس حياة أبولينيوس، رفض تيتوس قبول إكليل النصر الذي قدمته المجموعات المجاورة ليهودا، استنادًا لأنه كان مجرد أداة للغضب الإلهي.
قبل مغادرة فسبازيان، حصل الحكيم الفريسي والحاخام يوحنان بن زكاي على إذنه لتأسيس مدرسة يهودية في يفني. هُرب زكاي من القدس في نعش من قبل طلابه. في وقت لاحق، أصبحت هذه المدرسة مركزًا رئيسيًا للدراسة التلمودية (انظر مشناه). أصبحت هذه العلامة الحاسمة في تطور اليهودية الحاخامية، والتي من شأنها أن تسمح لليهود بمواصلة ثقافتهم ودينهم بدون الهيكل وحتى في الشتات بشكل أساسي.

### بروز الحاخامات
أُوجدت مهمة الحاخام من قِبل الفريسي الرابان جمالائيل، إنما علاقة الدعوة بالفريسيين كانت موضعًا للجدل. على أي حال، يتفق العلماء على أن الحاخامات حلوا محل الكاهن الأعظم في المجتمع اليهودي بعد العام 70 م.
كان تدمير الهيكل الثاني عام 70 م بمثابة نقطة تحول في التاريخ اليهودي. بغياب الهيكل، أصبح الكنيس مركز الحياة اليهودية. عندما دُمر الهيكل، استجابت اليهودية من خلال التقيد الأكثر تكريسًا لوصايا التوراة. حلت الكُنس محل الهيكل كمكان اجتماع مركزي، وحل الحاخامات محل الكهنة الكبار كقادة للجالية اليهودية. بسبب هيمنة الحاخامات بعد العام 70 م، سمي العصر بالفترة الحاخامية. ملأ الحاخامات فراغ القيادة اليهودية في أعقاب الثورة الكبرى، وساعدوا اليهودية على التكيف مع غياب الهيكل من خلال أدبهم وتعاليمهم.